# Літтл-Раунд-Лейк (Вісконсин)
Літтл-Раунд-Лейк (англ. Little Round Lake) — переписна місцевість (CDP) в США, в окрузі Соєр штату Вісконсин. Населення — 1242 особи (2020).

## Географія
Літтл-Раунд-Лейк розташований за координатами 45°58′10″ пн. ш. 91°22′8″ зх. д. / 45.96944° пн. ш. 91.36889° зх. д. (45.969431, -91.368848).  За даними Бюро перепису населення США в 2010 році переписна місцевість мала площу 23,51 км², з яких 22,94 км² — суходіл та 0,57 км² — водойми.

## Демографія
Згідно з переписом 2010 року, у переписній місцевості мешкала 1081 особа в 331 домогосподарстві у складі 252 родин. Густота населення становила 46 осіб/км².  Було 358 помешкань (15/км²).
Расовий склад населення:
| - 85,9 % — корінних американців - 10,7 % — білих |

До двох чи більше рас належало 3,2 %. Частка іспаномовних становила 3,2 % від усіх жителів.
За віковим діапазоном населення розподілялося таким чином: 39,0 % — особи молодші 18 років, 56,1 % — особи у віці 18—64 років, 4,9 % — особи у віці 65 років та старші. Медіана віку мешканця становила 25,0 року. На 100 осіб жіночої статі у переписній місцевості припадало 90,7 чоловіків;  на 100 жінок у віці від 18 років та старших — 85,6 чоловіків також старших 18 років.
Середній дохід на одне домашнє господарство  становив 28 472 долари США (медіана — 22 632), а середній дохід на одну сім'ю — 27 635 доларів (медіана — 24 609). Медіана доходів становила 27 400 доларів для чоловіків та 21 555 доларів для жінок. За межею бідності перебувало 45,6 % осіб, у тому числі 59,2 % дітей у віці до 18 років та 20,5 % осіб у віці 65 років та старших.
Цивільне працевлаштоване населення становило 383 особи. Основні галузі зайнятості: мистецтво, розваги та відпочинок — 41,0 %, освіта, охорона здоров'я та соціальна допомога — 18,0 %, публічна адміністрація — 13,6 %.